# Derechos humanos en Kazajistán
Los derechos humanos en Kazajistán son descritos uniformemente como pobres por observadores independientes. Human Rights Watch dice que «Kazajistán restringe fuertemente la libertad de reunión, de expresión y de religión. En 2014, las autoridades cerraron periódicos, encarcelaron o multaron a docenas de personas tras protestas pacíficas pero no sancionadas, y multaron o detuvieron a adoradores por practicar la religión fuera del control del Estado. Los críticos del gobierno, incluido el líder de la oposición Vladimir Kozlov, permanecieron detenidos tras juicios injustos. La tortura sigue siendo común en los lugares de detención».
La estructura política de Kazajistán concentra el poder en la presidencia. El presidente Nursultan Nazarbayev fue el líder del país entre 1989 y 2019. En 1989 fue nombrado Primer Secretario del Partido Comunista de la República Socialista Soviética de Kazajistán y fue elegido primer presidente de la nación tras su independencia de la Unión Soviética en diciembre de 1991. Ninguna elección celebrada en Kazajistán ha cumplido las normas internacionales.
En 2012 Kazajistán fue elegido miembro del Consejo de Derechos Humanos de las Naciones Unidas. Durante el Examen Periódico Universal de los Derechos Humanos en 2014, los representantes nacionales «elogiaron el establecimiento por parte de Kazajistán de un mecanismo para prevenir la tortura y de una institución nacional de derechos humanos», pero «compartieron preocupaciones sobre las restricciones legales a la libertad».

## Política, libertad de expresión y prensa
Según los informes, en los meses previos a las elecciones presidenciales de diciembre de 2005 se restringió la expresión política en Kazajistán, según los observadores, entre ellos Human Rights Watch y Freedom House, las autoridades kazajas supuestamente intentaron restringir la libertad de expresión y clausurar los medios de comunicación independientes y los grupos de la sociedad civil. En septiembre, la imprenta Vremya canceló inesperadamente contratos con siete periódicos, sin dar ninguna explicación. Asimismo, otras imprentas de la antigua capital de Kazajistán, Almaty, también se negaron a imprimir las publicaciones. Después de una semana de huelga de hambre de los editores de estos periódicos, la editorial Daur aceptó publicar cinco de ellos. Prácticamente todos los medios de comunicación de Kazajistán son propiedad de empresas estrechamente relacionadas con el gobierno; los periódicos son algunas de las pocas fuentes de información independiente.
Algunos observadores externos, entre ellos HRW, han observado una creciente ansiedad en el gobierno kazajo tras las recientes revoluciones democráticas en los estados de la ex Unión Soviética, como Georgia, Ucrania y Kirguistán. Los esfuerzos para restringir la disidencia antes de las elecciones del 2 de diciembre de 2005 pueden haber indicado el intento del gobierno de impedir que tal transformación ocurra en Kazajistán.
En el 2016 Astana acogió una mesa redonda el Día de los Derechos Humanos, el 10 de diciembre. El evento reunió a funcionarios kazajos y representantes de organizaciones internacionales, como la Organización Internacional para las Migraciones (OIM), la Unión Europea, Programa de las Naciones Unidas para el Desarrollo. (PNUD), Organización para la Seguridad y la Cooperación en Europa (OSCE).
El 10 de noviembre de 2018, Dmitry Senyavskii del sindicato líder en Kazajistán fue atacado y golpeado brutalmente por algunas personas no identificadas y llevado al hospital. La Organización Internacional del Trabajo (OIT) ha pedido con frecuencia al gobierno de Kazajistán que modifique las leyes comerciales restrictivas y que mantenga sus compromisos con los derechos laborales internacionales.

## Participación en el sistema internacional para la protección de los derechos humanos
| Documentos básicos de la ONU | Participación de Kazajistán                                             | Documentos básicos de la CEI                                                                           | Participación de Kazajistán                         |
| Convención Internacional sobre la Eliminación de todas las Formas de Discriminación Racial                                                                            | Adhesión en 1998, declaración de quejas individuales realizada en 2008. | Convención de la Comunidad de Estados Independientes sobre derechos humanos y libertades fundamentales | No firmado.                                         |
| Pacto Internacional de Derechos Económicos, Sociales y Culturales | Ratificación en 2006                                                    | Convención sobre las normas para las elecciones democráticas, los derechos de voto y las libertades    | No firmado (según otros datos, ratificado en 2007). |
| Protocolo Facultativo del Pacto Internacional de Derechos Económicos, Sociales y Culturales                                                                           | Ratificación en 2009                                                    | Convención sobre los derechos de las personas pertenecientes a minorías nacionales                     | Firmado.                                            |
| Segundo Protocolo Facultativo del Pacto Internacional de Derechos Civiles y Políticos                                                                                 | No firmado.                                                             | . | .                                                   |
| Pacto Internacional de Derechos Civiles y Políticos | Ratificación en 2006                                                    | . | .                                                   |
| Convención sobre la eliminación de todas las formas de discriminación contra la mujer                                                                                 | Uniéndose en 1998                                                       | . | .                                                   |
| Protocolo facultativo de la Convención sobre la eliminación de todas las formas de discriminación contra la mujer                                                     | Ratificación en 2001                                                    | . | .                                                   |
| Convención contra la tortura y otros tratos o penas crueles, inhumanas o degradantes                                                                                  | Uniéndose en 1998, una declaración de quejas individuales hecha en 2008 | . | .                                                   |
| Protocolo facultativo de la Convención contra la tortura y otros tratos o penas crueles, inhumanas o degradantes                                                      | Ratificación en 2008                                                    | . | .                                                   |
| Convención sobre los Derechos del Niño | Ratificación en 1994                                                    | . | .                                                   |
| Protocolo facultativo de la Convención sobre los Derechos del Niño relativo a la participación de niños en conflictos armados                                         | Ratificación en 2003                                                    | . | .                                                   |
| Protocolo facultativo de la Convención sobre los Derechos del Niño relativo a la venta de niños, la prostitución infantil y la utilización de niños en la pornografía | Ratificación en 2001                                                    | . | .                                                   |
| Convención internacional sobre la protección de los derechos de todos los trabajadores migratorios y de sus familiares                                                | No firmado.                                                             | . | .                                                   |
| Convención Internacional sobre los Derechos de las Personas con Discapacidad                                                                                          | Firmado en 2008                                                         | . | .                                                   |
| Protocolo Facultativo de la Convención sobre los Derechos de las Personas con Discapacidad                                                                            | Firmado en 2008                                                         | . | .                                                   |
| Convención Internacional para la protección de todas las Personas contra las Desapariciones Forzadas                                                                  | Uniéndose en 2009                                                       | . | .                                                   |

## Derecho a un juicio justo
Según un informe del gobierno de Estados Unidos publicado en 2014, en Kazajistán:

La ley no prevé adecuadamente un poder judicial independiente. El poder ejecutivo limitó fuertemente la independencia judicial. Los fiscales tenían una función casi judicial y tenían la autoridad de suspender las decisiones judiciales ... La corrupción era evidente en cada etapa del proceso judicial. Aunque los jueces se encontraban entre los empleados gubernamentales mejor pagados, los abogados y los observadores de derechos humanos afirmaron que los jueces, los fiscales y otros funcionarios solicitaron sobornos a cambio de fallos favorables en la mayoría de los casos penales.

## Libertad religiosa
En 1992, después de la independencia, Kazajistán aprobó la Ley sobre la libertad de religión y las asociaciones religiosas, que tiene por objeto garantizar la tolerancia entre las religiones y la libertad religiosa. En 2014, había más de 3.400 organizaciones religiosas en Kazajistán.
Sin embargo, Human Rights Watch ha dicho que «los grupos religiosos minoritarios continuaron siendo objeto de multas y detenciones de corta duración en 2014 por violar una ley religiosa restrictiva». Un relator especial de la ONU sobre la libertad de religión recomendó «reformas de gran alcance» a la ley de religión de 2011, encontrando, por ejemplo, que «las comunidades religiosas no registradas... sufren graves violaciones de su libertad de religión».
Con el fin de promover el diálogo interconfesional y prevenir los conflictos religiosos en todo el mundo, Kazajpstán organiza periódicamente un Congreso de Dirigentes de las Religiones Mundiales y Tradicionales. El primer congreso se celebró en 2003 y contó con la participación de 17 delegaciones religiosas.
Para hacer frente a la amenaza del extremismo religioso, el Congreso de los Líderes de las Religiones Mundiales y Tradicionales celebró una conferencia internacional, Religiones contra el Terrorismo, el 31 de mayo de 2016. Un día después, el Congreso celebró su 15.ª sesión en Astana.

### 2006 desalojos de Hare Krishna
El 20 de noviembre de 2006, tres autobuses llenos de policía antidisturbios, dos ambulancias, dos camiones vacíos y ejecutores del distrito de Karasai llegaron a la comunidad, en un clima bajo cero, y desalojaron a los seguidores de hinduismo Hare Krishna de trece casas, que la policía procedió a demoler. La organización Forum 18 informó: «La policía antidisturbios que tomó parte en la destrucción arrojó las pertenencias personales de los devotos del krishnaísmo en la nieve, y muchos devotos se quedaron sin ropa. La energía para la iluminación y los sistemas de calefacción había sido cortada antes de que comenzara la demolición. Los muebles y las pertenencias más grandes de la casa se cargaban en camiones. Los oficiales dijeron que estas posesiones serían destruidas. Dos hombres que trataron de impedir que los alguaciles entraran en una casa para destruirla fueron capturados por 15 policías que les retorcieron las manos y se los llevaron al coche de policía»: En respuesta a estos hechos, la Organización para la Seguridad y la Cooperación en Europa emitió una declaración: «Parece que la acción patrocinada por el estado se ha enfocado en los miembros de la comunidad Hare Krishna de una manera que sugiere que han sido atacados en base a su afiliación religiosa». Los funcionarios kazajos afirman que los desalojos fueron legítimos y que las propiedades habían sido adquiridas ilegalmente.

## Diálogo sobre derechos humanos
En 2008, de acuerdo con su «Estrategia para una nueva asociación» con Asia Central, la Unión Europea acordó con la República de Kazajistán establecer un diálogo anual sobre derechos humanos, y su primera ronda se celebró el 15 de octubre de 2008 en Astana.
Estos diálogos constituyen una parte esencial de la estrategia global de la Unión Europea para promover el respeto de los derechos humanos y las libertades fundamentales, el desarrollo sostenible, la paz y la estabilidad. El 12 de noviembre de 2014, la Unión Europea y Kazajistán celebraron en Bruselas la sexta ronda del diálogo anual sobre derechos humanos. La delegación kazaja estuvo encabezada por Yogan Merkel, primer fiscal general adjunto, que estuvo acompañado por Vyacheslav Kalyuzhnyy, director del Centro Nacional de Derechos Humanos, y otros altos funcionarios. La delegación de la UE estuvo encabezada por D. Silvio Gonzato, Director de Derechos Humanos y Democracia del Servicio Europeo de Acción Exterior. El diálogo se desarrolló en un clima positivo y constructivo. La UE acogió con satisfacción el desarrollo por parte de Kazajistán de un mecanismo nacional de prevención operativo para la supervisión de los lugares de detención, y alentó a que se adoptaran nuevas medidas para reforzar la Oficina del Defensor del Pueblo y el Centro Nacional de Derechos Humanos. La UE reconoció la reciente participación de Kazajistán en el segundo ciclo del proceso de Examen Periódico Universal (EPU) en el Consejo de Derechos Humanos de las Naciones Unidas, y alentó a las autoridades kazajas a que consideraran la posibilidad de aceptar una serie de recomendaciones del EPU que inicialmente no apoyaba.
El 10.º Diálogo Unión Europea-Kazajistán sobre derechos humanos se celebró del 20 al 21 de noviembre de 2018 en Bruselas. La UE tomó nota de las mejoras de Kazajistán en materia de leyes y políticas con respecto a la sociedad civil. Se hizo hincapié en que Kazajistán debería seguir tomando medidas para fomentar un entorno propicio, incluso para las ONG, los abogados y los periodistas. La OSCE y la Oficina Internacional de Derechos Humanos y el Estado de Derecho de Kazajistán llevan a cabo programas conjuntos de capacitación en derechos humanos.

## Proyecto de justicia
Kazajistán ocupa el puesto 65 en el Proyecto de Justicia Mundial 2015. El país subió seis posiciones en la clasificación en comparación con el año anterior.
En 2015, Kazajistán introdujo enmiendas a la ley sobre las actividades de las organizaciones no gubernamentales (ONG). La ley garantiza a las ONG el libre acceso al financiamiento público, internacional y privado, permitiéndoles participar activamente en el desarrollo social y político del país.
En enero de 2017, el Presidente de Kazajistán propuso una reforma destinada a delegar algunas de las facultades del Presidente en el Parlamento. Se espera que esta iniciativa cree un sistema más sólido de controles y contrapesos en el país.
Kazajistán es miembro de la Conferencia de La Haya de Derecho Internacional Privado (HCCH) desde mayo de 2017. El objetivo de la Conferencia de La Haya es promover la armonización de los principios de conflicto de leyes en diversas materias dentro del derecho internacional privado, lo que contribuye a la promoción del estado de derecho.

## Diversidad étnica
El país apoya la coexistencia de diferentes culturas. La Asamblea del Pueblo de Kazajistán da soporte a cerca de 200 centros donde niños y adultos pueden estudiar 30 idiomas diferentes.
En 2015, la Asamblea del Pueblo de Kazajistán (APK) introdujo el «Día de la Gratitud» como un nuevo día festivo de Kazajistán. La propuesta de establecerlo fue presentada por el presidente Nursultan Nazarbayev. El Día de la Gratitud se celebra el 1 de marzo y marca el pasado histórico y la unidad multiétnica del país.
El 59,2% de la población de Kazajistán es kazaja, el 29,6% es ruso, mientras que el 10,2% son alemanes, tártaros, ucranianos, uzbekos y uigures. En Kazajistán viven representantes de más de 140 grupos étnicos y funcionan unas 818 asociaciones étnicas y culturales bajo los auspicios de la Asamblea del Pueblo de Kazajistán.

## Derechos del niño
El Comisionado de Derechos Humanos de Kazajistán para los Derechos del Niño y representante de UNICEF en Kazajistán adoptó una Declaración de Intenciones sobre Cooperación. Las partes acordaron tomar las medidas necesarias para desarrollar un sistema independiente de supervisión de la garantía de los derechos del niño en Kazajistán.
La «Estrategia Kazajistán 2050» hace mucho hincapié en la protección de la infancia. Kazajistán aprobó más de 90 leyes y otros actos normativos destinados a proteger los derechos del niño. Kazajistán forma parte en la Convención de las Naciones Unidas sobre los Derechos del Niño.

## Comisionado para los Derechos Humanos
La institución del Comisionado para los Derechos Humanos (Defensor del Pueblo de Kazajistán) fue creada el 19 de septiembre de 2002 por decreto del Presidente. El Comisionado y su organización asociada, el Centro Nacional de Derechos Humanos, están facultados para investigar cuestiones de derechos humanos en el Gobierno en virtud del decreto del Presidente Nazarbayev.